# إدواردو رودريغيز (سياسي)
إدواردو رودريغيز (بالإسبانية: Eduardo Rodríguez Veltzé) هو سياسي بوليفي، ولد في 2 مارس 1956 في كوتشابامبا في بوليفيا. حزبياً، نشط في مستقل. وقد انتخب قائمة رؤساء بوليفيا (9 يونيو 2005 – 22 يناير 2006).